# Elizabeth Cady Stanton
Elizabeth Cady Stanton (ur. 12 listopada 1815, zm. 26 października 1902) – amerykańska aktywistka społeczna, abolicjonistka i feministka.

## Życiorys
Jedna z organizatorek Zjazdu Kobiet w Seneca Falls w 1848 roku; autorka podpisanej przez 100 uczestniczek i uczestników spotkania deklaracji na rzecz przyznania kobietom praw politycznych. Jej zainteresowanie prawami kobiet nie ograniczało się do praw wyborczych, walczyła również o równouprawnienie na polu ekonomii, prawa sądowe dla kobiet (w tym – prawa do rozwodu), prawa reprodukcyjne i dostęp do edukacji.
Była córką sędziego, który posiadał niewolników, od dzieciństwa interesowała się ich losem, o czym pisała we wspomnieniach Eighty Years & More. Inaczej niż większość kobiet w jej czasach uzyskała formalne wykształcenie, ukończyła koedukacyjne klasy w Johnstown Academy w wieku 16 lat. Pomimo wielkiego talentu i licznych sukcesów w nauce, nie mogła kontynuować edukacji, gdyż do College'u nie wpuszczano podówczas kobiet. Studiowała w szkole dla kobiet w Troy w Nowym Jorku. W 1843 roku przeprowadziła się wraz z mężem do Bostonu, gdzie poznała takie postaci, jak Ralph Waldo Emerson, Frederick Douglass, Sarah Grimké i Louisa May Alcott. Zawsze podpisywała się jako Elizabeth Cady Stanton, rezygnując z przyjęcia wyłącznie nazwiska męża. Podczas ślubu odmówiła "bycia posłuszną mężowi", którą to formułę zamieniła na "będę cię traktować jak równego sobie". Cady Stanton walczyła o dobrą edukację dla wszystkich swoich dzieci, córek i synów, była również zwolenniczką wolnego od przemocy wychowania i homeopatii. Po przeprowadzce do Seneca Falls zaczęła grupować wokół siebie kobiety dążące do równouprawnienia.
W 1840 roku Cady Stanton podczas Międzynarodowego Spotkania Przeciw Niewolnictwu w Londynie poznała Lucretię Mott. W związku z tym, że obie panie, choć były reprezentantkami amerykańskiego ruchu abolicjonistycznego, nie zostały dopuszczone do głosu podczas tego spotkania, ustaliły, że zajmą się walką o równouprawnienie. W 1848 roku zorganizowały dwudniowy Zjazd Kobiet w Seneca Falls na rzecz praw kobiet. W spotkaniu wzięli udział mężczyźni i kobiety, 100 z 300 osób podpisało napisaną przez Cady Stanton deklarację na rzecz praw kobiet pt. Declaration of Sentiments.
Cady Stanton była zwolenniczką ruchu na rzecz wstrzemięźliwości, uważała, że pijaństwo męża może stanowić powód opuszczenia go przez żonę i rozwodu. Zakładała kilka towarzystw na rzecz wstrzemięźliwości. Po wojnie secesyjnej zerwała ze swymi abolicjonistycznymi korzeniami i zaczęła krytykować byłych niewolników, a nawet odmawiać im praw wyborczych, twierdząc między innymi, że wiele dobrze urodzonych, bogatych kobiet byłoby lepszymi wyborcami niż ci nędzarze. Jej wypowiedzi przybierały nieraz kształt rasistowski, choć w gruncie rzeczy była ona zwolenniczką powszechnego prawa wyborczego, a jej negatywne wypowiedzi o byłych niewolnikach stanowiły zazwyczaj odpowiedź na mizoginiczne nieraz wypowiedzi abolicjonistów. Twierdziła, że czarne kobiety doświadczają potrójnego zniewolenia, którego mężczyźni nigdy nie zrozumieją. W 1866 roku stworzyła, wraz z kongresmenem Thaddeusem Stevensem, propozycję poprawki do konstytucji gwarantującej powszechne prawo wyborcze. Propozycja została odrzucona.
W czasie powstawania 15. poprawki do Konstytucji USA Cady Stanton oponowała, że nie powinna ona zostać przyjęta bez uwzględnienia praw wyborczych dla kobiet (poprawka miała zagwarantować prawa polityczne byłym niewolnikom). Stworzyła z innymi kobietami organizację o nazwie National Woman Suffrage Association (NWSA), podczas gdy jej oponentki założyły American Woman Suffrage Association (AWSA), która – choć domagała się praw wyborczych dla kobiet, była skłonna poprzeć 15. poprawkę nawet w wersji nieuwzględniającej praw wyborczych dla kobiet.
W latach 70. XIX wieku pracowała nad Biblią Kobiety (ang. The Woman's Bible). Cady Stanton była krytycznie nastawiona do instytucjonalnego chrześcijaństwa, choć zarazem wiara była dla niej bardzo ważna. Jej żądanie legalizacji rozwodów, wprowadzenia kontroli urodzeń i ekonomicznego zrównania płci były nie do zaakceptowania nie tylko dla przedstawicieli instytucji religijnych, ale także dla wielu sufrażystek, w tym przedstawicielek American Woman's Suffrage Association. Jej poglądy były na tyle radykalne, że popierała ona małżeństwa zawierane przez osoby o różnych kolorach skóry, w związku z tym na wieść o ślubie Fredericka Douglassa – byłego niewolnika i ważnego działacza abolicjonistycznego i feministycznego z białą kobietą, Helen Pitts, wysłała im list z gratulacjami, którego upublicznienia bały się nawet jej koleżanki z National Woman Suffrage Association.
W latach 60. współtworzyła prawo o własności dla kobiet ("Woman's Property Bill"), które zostało przyjęte w Nowym Jorku. W 1868 założyła czasopismo "Revolution", które zajmowało się między innymi promocją kontroli urodzeń. Warto zaznaczyć, że Cady Stanton uważała aborcję za dzieciobójstwo.
W późniejszych latach zaczęła prowadzić wykłady i odczyty publiczne, którymi zdobyła sobie sporą popularność. Należały do nich: "Our Girls," "Our Boys," "Co-education," "Marriage and Divorce," "Prison Life," and "The Bible and Woman's Rights". Podróżowała do Europy, gdzie również popularyzowała prawa kobiet. Kiedy w 1890 roku doszło do połączenia obu organizacji feministycznych, National Woman Suffrage Association (NWSA) i American Woman Suffrage Association (AWSA) w jedną formację National American Woman Suffrage Association (NAWSA), Cady Stanton została jej pierwszą przewodniczącą, choć szczerze nie lubiła konserwatywnych i powiązanych ze środowiskami religijnymi członkiń AWSA.
W 1892 roku Cady Stanton wystąpiła w amerykańskim Kongresie z odczytem na rzecz praw kobiet, w szczególności – na rzecz przyznania im praw wyborczych.
Cady Stanton napisała m.in.: The History of Woman Suffrage, Biblię Kobiety, Reminiscences 1815-1897, Eighty Years & More: The Solitude of Self.